# Nicholas Latifi
Nicholas Daniel Latifi (n. 29 iunie 1995, Toronto, Ontario, Canada) este un pilot de curse canadian care a concurat timp de trei sezoane în Formula 1 pentru echipa Williams, din 2020 până în 2022. El și-a făcut debutul la Marele Premiu al Austriei din 2020.

## Cariera în Formula 1
Latifi a fost semnat ca noul pilot de teste Renault pentru sezonul 2016. El a condus o mașină de Formula 1 pentru prima dată într-un test în luna mai a acelui an, completând 140 de tururi la Silverstone cu un Lotus E20 propulsat de Renault. Primul său test cu o mașină de Formula 1 în uz a avut loc un an mai târziu, la testul de după cursă de pe Circuitul Barcelona-Catalunya, conducând Renault RS17 și completând 141 de tururi. Mai târziu a testat din nou pentru echipă la Hungaroring.
Latifi a fost anunțat ca pilot de test și de rezervă pentru Force India în sezonul 2018. El și-a făcut debutul în weekendul Marelui Premiu cu echipa în timpul primei sesiuni de antrenament (FP1) a cursei sale de acasă din Canada, înainte de a adăuga alte patru apariții în FP1 în timpul sezonului.
Pentru sezonul 2019, Latifi s-a alăturat lui Williams ca pilot de test și rezervă. A participat la șase sesiuni FP1 în acel an.

### Williams (2020-2022)

#### 2020

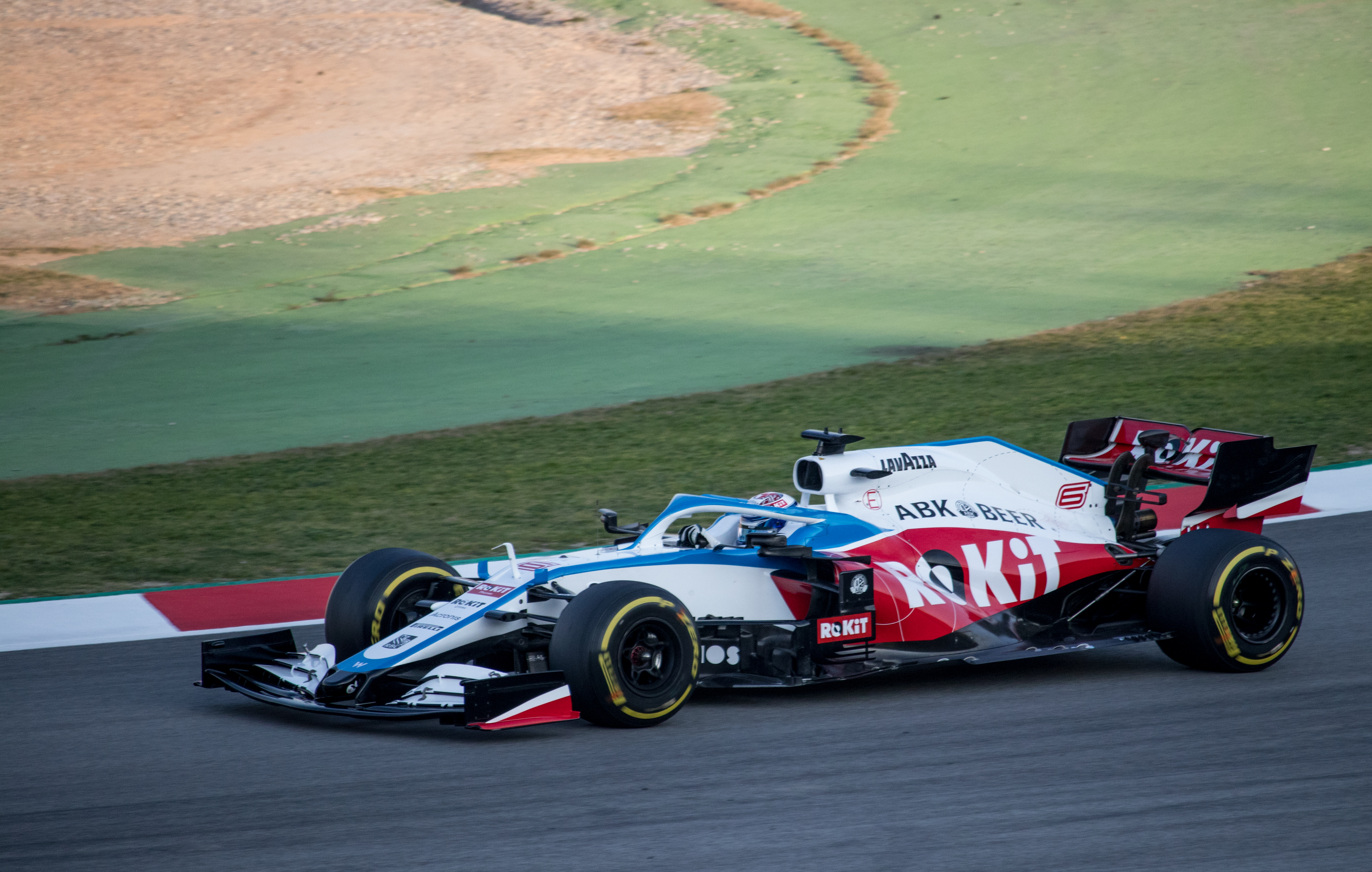
Latifi în timpul testelor de presezon din 2020.

Latifi s-a alăturat lui Williams ca pilot de curse pentru 2020, înlocuindu-l pe Robert Kubica și colaborând cu fostul adversar din Formula 2, George Russell. Latifi a concurat sub o licență americană în 2020, după ce autoritatea sportivă națională a Canadei și-a depus demisia la FIA . Cu toate acestea, Latifi este încă recunoscut oficial ca fiind canadian în weekend-urile curselor. Numărul de cursă al lui Latifi este 6, ales ca referință la o poreclă a orașului său natal, Toronto. De asemenea, era același număr pe care l-a folosit pe mașina lui DAMS în F2.
Latifi urma să-și facă debutul în Formula 1 la Marele Premiu al Australiei, cursa de deschidere a sezonului. El a fost înscris în cursă, dar a fost anulată ulterior ca răspuns la pandemia de COVID-19. Debutul său a venit în schimb la Marele Premiu al Austriei, unde s-a calificat ultimul pe grilă pe locul 20, dar a terminat cursa pe locul 11 după ce alte nouă mașini s-au retras. S-a calificat pe locul 15 pentru Marele Premiu al Ungariei, prima și singura dată în 2020 când a ajuns în a doua sesiune de calificări. În cursă, el a fost eliberat în calea lui Carlos Sainz Jr. după oprirea la boxe și a suferit o pană, în cele din urmă terminând cursa la cinci tururi în spatele liderilor.
La Marele Premiu al Italiei, Latifi a profitat de o perioadă de safety car pentru a începe pe locul nouă când cursa s-a reluat după un steag roșu. El a terminat cursa pe locul 11, în fața altor cinci piloți. Prima sa retragere din Formula 1 a venit la Marele Premiu al Toscanei, unde a fost eliminat într-un accident cu mai multe mașini la repornirea cursei după încheierea mașinii de siguranță. El a înregistrat încă un loc 11 la Marele Premiu al Emiliei-Romagna, terminând la mai puțin de o secundă în spatele lui Antonio Giovinazzi. Două retrageri au venit în ultimele patru curse ale sezonului, cauzate de o coliziune cu Romain Grosjean în Marele Premiu al Turciei și o scurgere de ulei la Marele Premiu al Sakhirului. Latifi și-a încheiat sezonul de debut pe locul 21 în campionatul piloților, atât el, cât și echipa Williams, nereușind să marcheze puncte.

#### 2021

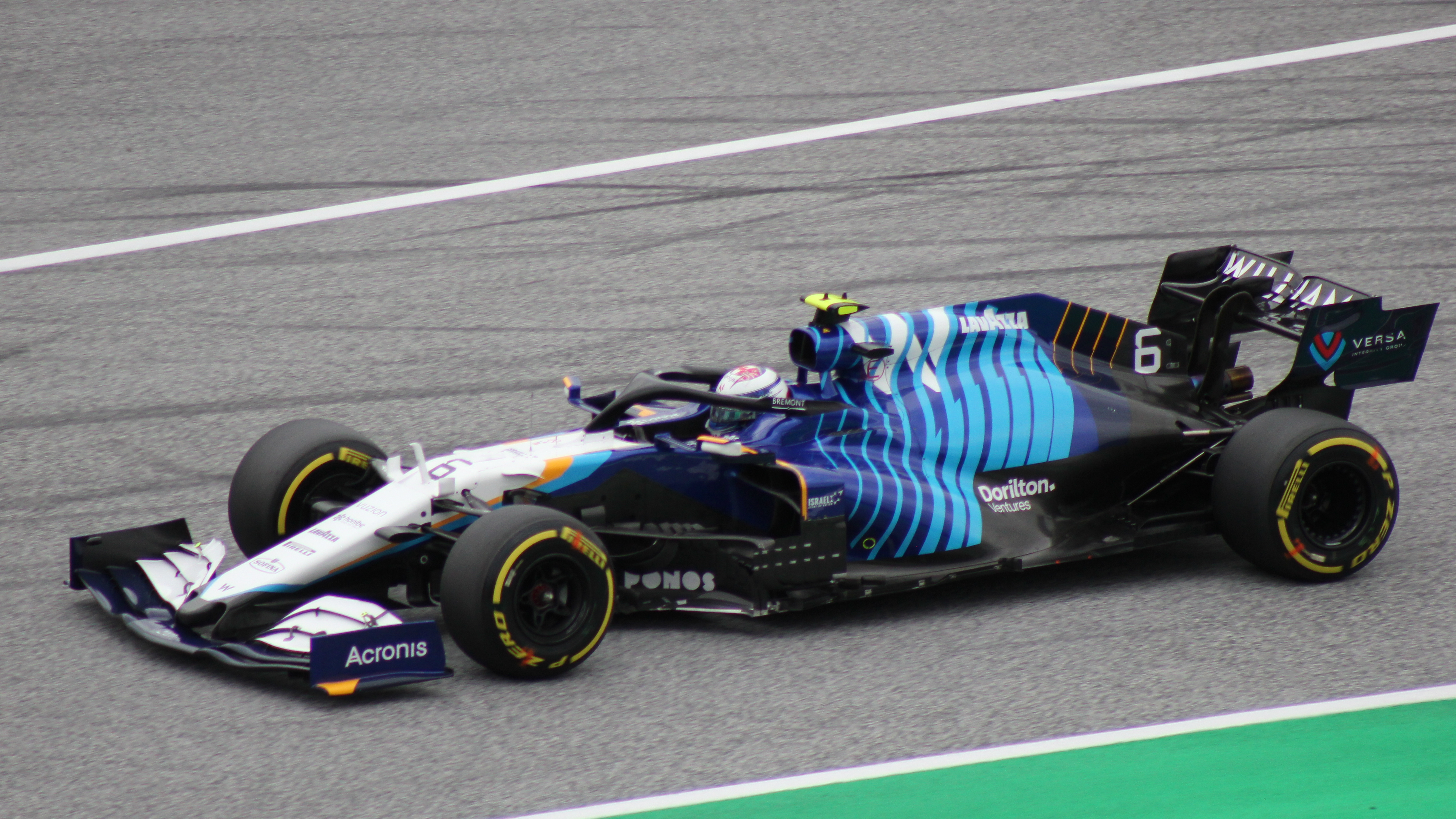
Latifi în.

Williams l-a reținut pe Latifi alături de Russell pentru sezonul 2021. Latifi s-a retras din Marele Premiu al Bahrainului, cursa de deschidere a sezonului, din cauza unei probleme cu turbocompresorul. La următoarea cursă, Marele Premiu al Emiliei-Romagna, el a obținut cea mai bună poziție de calificare din carieră, locul 14. El nu a terminat cursa, după ce a suferit o coliziune cu Nikita Mazepin. El a marcat primele puncte în F1 în cursa din acel an din Ungaria, ajungând până pe locul trei înainte de a termina pe locul 8, chiar înaintea coechipierului Russell. Latifi a fost promovat pe locul 7 după ce Sebastian Vettel a fost descalificat din cauza unei probleme de combustibil. La Marele Premiu al Rusiei din 2021, Latifi s-a retras în turul 47 din cauza avariilor suferite într-un accident.

#### 2022
Latifi a rămas cu Williams pentru sezonul 2022, alături de un nou coechipier, fostul pilot Red Bull, Alexander Albon. La Marele Premiu al Bahrainului din 2022, Latifi s-a calificat ultimul, pe locul 20 pentru prima cursă din noua eră. I-a lipsit ritmul și a terminat pe locul 16, doar înaintea lui Nico Hülkenberg. La Marele Premiu al Australiei din 2022, Latifi a fost implicat într-un accident în calificări, ciocnindu-se cu Lance Stroll. Stroll a primit o penalizare pentru incident. La Marele Premiu de la Miami, Latifi și-a asigurat cea mai bună clasare de până în acel moment, locul 14 într-o cursă plină de incidente. Din cauza performanțelor slabe, s-a zvonit că Latifi va fi înlocuit de campionul de Formula 2 din 2021, Oscar Piastri, după Marele Premiu al Canadei, dar Capito a negat această informație.

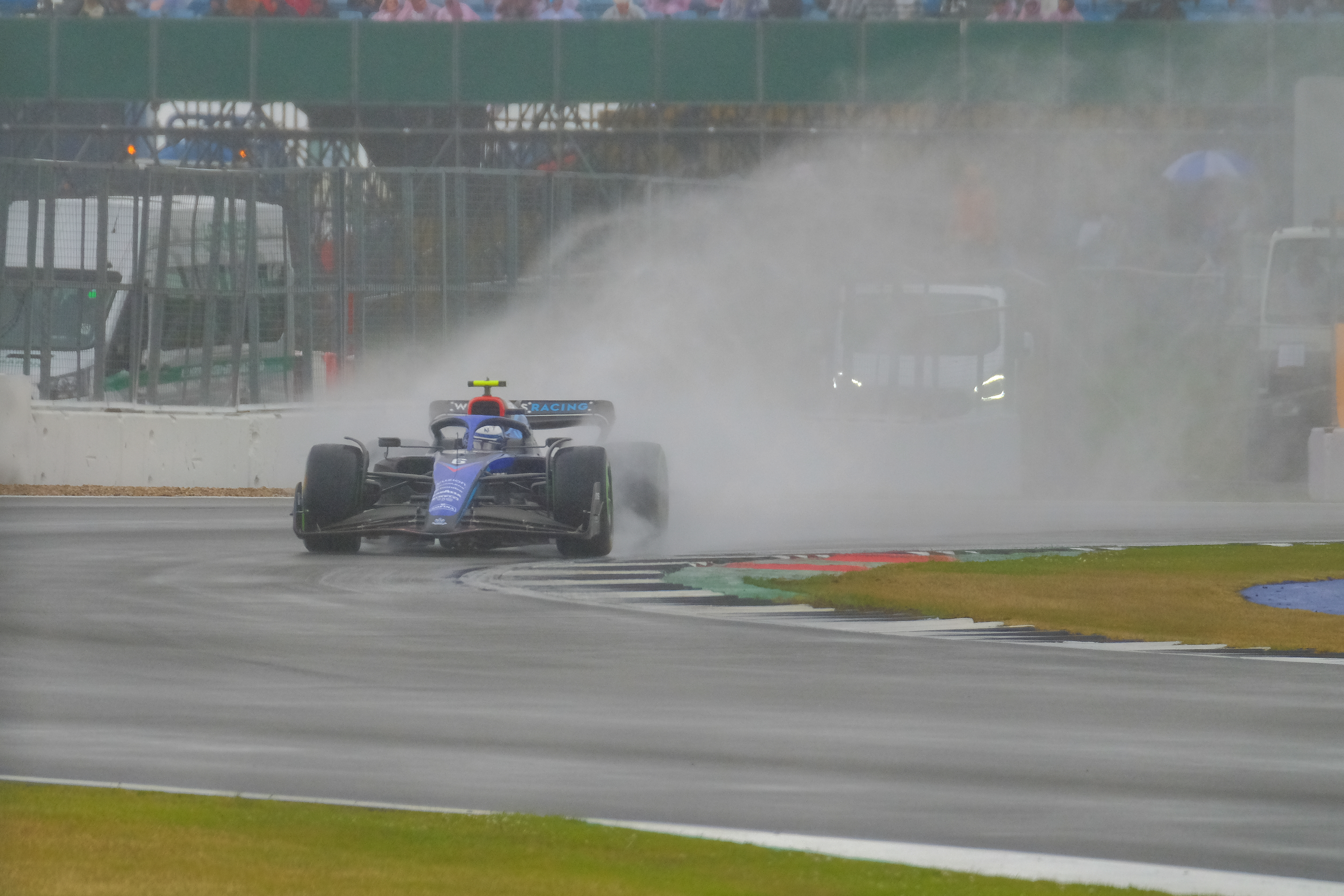
Latifi în calificările pentru.

Latifi a ajuns în a treia sesiune de calificări (Q3) pentru prima dată la Marele Premiu al Marii Britanii, calificându-se pe locul zece. El s-a îmbunătățit pe locul opt la start, dar a suferit avarii la podea mai târziu în cursă și în cele din urmă a terminat pe locul 12. La Marele Premiu al Ungariei, Latifi a fost în fruntea ultimei sesiuni de antrenament în condiții umede. După ce s-a calificat pe ultimul loc în Japonia, Latifi a ajuns la boxe pentru anvelopele intermediare la sfârșitul unei reporniri după mașina de siguranță și l-a învins cu puțin pe Sebastian Vettel în opriri. El s-a apărat de Lando Norris pentru a revendica locul al nouălea și primele puncte ale sezonului, descriind-o drept o „recompensă frumoasă”. Rezultatul său l-a ridicat de pe locul 21 pe locul 20 în campionatul piloților. Latifi a părăsit Williams la sfârșitul sezonului 2022, după ce a petrecut trei sezoane cu echipa. În ciuda anunțului, Latifi „a înțeles decizia” luată de Williams.

## Parcurs în Formula 1
| Legendă      | Legendă                                                |
| Culoare      | Rezultat                                               |
| ------------ | ------------------------------------------------------ |
| Auriu        | Câștigător                                             |
| Argintiu     | Locul 2                                                |
| Bronz        | Locul 3                                                |
| Verde        | Alte locuri care punctează                             |
| Albastru     | Alte locuri                                            |
| Albastru     | Nu s-a clasat, dar a terminat cursa (NC)               |
| Purpuriu     | A abandonat cursa (Ab)                                 |
| Negru        | Descalificat (DSC)                                     |
| Alb          | Nu a luat startul (NS)                                 |
| Roșu         | Nu s-a calificat (NSC)                                 |
| Fără culoare | Retras înainte de calificări (Ret)                     |
| Fără culoare | Exclus (EX)                                            |
| Fără culoare | Nu a participat (celulă goală)                         |
| Adnotare     | Însemnătate                                            |
| P            | Pole position                                          |
| R            | Cel mai rapid tur                                      |
| *            | Nu a terminat, dar a parcurs mai mult de 90% din cursă |

| Sezon | Echipă   | Șasiu | Motor                                  | 1       | 2       | 3      | 4      | 5      | 6      | 7      | 8      | 9       | 10     | 11      | 12      | 13     | 14      | 15      | 16      | 17      | 18     | 19     | 20      | 21     | 22      | Poz. | Puncte |
| ----- | -------- | ----- | -------------------------------------- | ------- | ------- | ------ | ------ | ------ | ------ | ------ | ------ | ------- | ------ | ------- | ------- | ------ | ------- | ------- | ------- | ------- | ------ | ------ | ------- | ------ | ------- | ---- | ------ |
| 2020  | Williams | FW43  | Mercedes F1 M11 EQ Performance 1.6 V6t | AUT 11  | STI 17  | HUN 19 | GBR 15 | ANI 19 | ESP 18 | BEL 16 | ITA 11 | TOS Ret | RUS 16 | EIF 14  | PRT 18  | EMR 11 | TUR Ret | BHR 14  | SKR Ret | ABU 17  | N/A    | N/A    | N/A     | N/A    | N/A     | 21   | 0      |
| 2021  | Williams | FW43B | Mercedes F1 M12 E Performance 1.6 V6t  | BHR 18† | EMR Ret | PRT 18 | ESP 16 | MCO 15 | AZE 16 | FRA 18 | STI 17 | AUT 16  | GBR 14 | HUN 7   | BEL 9   | NLD 16 | ITA 11  | RUS 19† | TUR 17  | USA 15  | CMX 17 | SAP 16 | QAT Ret | SAU 12 | ABU Ret | 17   | 7      |
| 2022  | Williams | FW44  | Mercedes F1 M13 E Performance V6t      | BHR 16  | SAU Ret | AUS 16 | EMR 16 | MIA 14 | ESP 16 | MCO 15 | AZE 15 | CAN 16  | GBR 12 | AUT Ret | FRA Ret | HUN 18 | BEL 18  | NLD 18  | ITA 15  | SGP Ret | JPN 9  | USA 17 | CMX 18  | SAP 16 | ABU 19† | 20   | 2      |